# شعير شيلي
شعير شيلي (الاسم العلمي: Hordeum chilense) هي نوع نباتي يتبع جنس الشعير من الفصيلة النجيلية.  